# Ling Tosite Sigure
Ling Tosite Sigure (凛として時雨 Rin Toshite Shigure) ist eine japanische Rockband, die im Jahr 2002 in der Präfektur Saitama gegründet wurde.
Die Gruppe veröffentlichten ihre ersten beiden Alben sowie eine EP beim eigens gegründeten Musiklabel Nakano Records, ehe diese von Sony Music Entertainment Japan unter Vertrag genommen wurde. Ihre erfolgreichsten Werke sind die Single-Veröffentlichungen Abnormalize und Enigmatic Feeling, welche in Japan jeweils mit einer Goldenen Schallplatte ausgezeichnet wurden.

## Geschichte
Gegründet wurde die Band im Jahr 2002 in der Präfektur Saitama. Zu den Gründungsmitgliedern gehören Sänger und Gitarrist Tōru „TK“ Kitajima, Sängerin und Bassistin Miyoko „345“ Nakamura sowie Schlagzeuger NodaMEN, welcher im Jahr 2004 allerdings die Gruppe verließ und durch Masatoshi „Pierre“ Nakano am Schlagzeug ersetzt wurde.
Die ersten drei Demos #1, #2 und #3, die zwischen 2003 und 2004 veröffentlicht wurden, sowie das 2005 erschienene Debütalbum #4 wurden über das bandeigene Musiklabel Nakano Records herausgegeben. Auch das zweite Studioalbum Inspiration Is Dead erschien bei ihrem eigenen Label. Laut einem Artikel der englischsprachigen Zeitung The Japan Times wurden die ersten beiden Alben, die EP Feeling Your UFO und eine CD-Single, die bei Nakano Records erschienen, rund 150.000 mal verkauft. Feeling Your UFO und #4 erreichten zudem Notierungen in den heimischen Oricon-Charts. a
Mit ihrer ersten Single überhaupt gelang der Gruppe auf Anhieb eine Platzierung in den Top-20 der heimischen Singlecharts, obwohl diese bei ihrem eigenen Label erschien. Nach einem Wechsel zu Sony Music Associated Records folgte die Veröffentlichung des dritten Albums Just a Moment im Mai des Jahres 2009. Im Mai des Jahres 2010 spielte die Band ihre ersten Konzerte im Vereinigten Königreich. Im September gleichen Jahres erschien mit Still a Sigure Virgin das vierte Studioalbum, gefolgt von der Virgin-Killer-Tournee, die zwischen Oktober und Dezember ausgetragen wurde. Mit 26.000 verkauften Tonträgern in der Veröffentlichungswoche gelang der Band die erste Nummer-eins-Platzierung in Japan.
Im November des Jahres 2012 veröffentlichte das Trio die Single Abnormalize, dessen gleichnamiger Track in der ersten Vorspannsequenz der ersten Staffel von Psycho-Pass zu hören ist. Im April des Jahres 2013 folgte die Veröffentlichung des fünften Studioalbums I’mperfect. Dieses wurde, nachdem die Gruppe einen Vertrag beim britischen Label JPU Records unterschrieb, auch in Europa auf dem Markt gebracht. Das im November 2014 veröffentlichte Lied Enigmatic Feeling ist im Vorspann der zweiten Staffel der Anime-Fernsehserie Pycho-Pass zu hören. Das dazugehörige Musikvideo erhielt eine Nominierung bei den Space Shower Music Awards, konnte allerdings keine Auszeichnung gewinnen. Die Lieder Abnormalize und Enigmatic Feeling wurden zwischenzeitlich von der Recording Industry Association of Japan jeweils mit einer Goldenen Schallplatte im Download-Segment ausgezeichnet.
Im Jahr 2015 veröffentlichte die Band mit Best of Tornado ihre erstes Best-of-Album sowie mit es or s die zweite EP der Bandhistorie. Das Best-of-Album enthält neben einem musikalischen Querschnitt auch neuaufgenommene Versionen der Lieder, die auf der Demo #3 erstveröffentlicht wurden. Auch erschien mit Who What Who What ein Lied, welches im Vorspann des Kinofilms Psycho-Pass: The Movie zu hören ist. Im Februar 2018 erschien das sechste Studioalbum mit dem Titel #5. Am 12. April 2023, knapp fünf Jahre nach der Veröffentlichung ihres sechsten Studioalbums, erschien das siebte Album Last Aurorally.

## Musik
Die Musik rangiert von Math- bzw. Progressive Rock bis hin zum Post-Hardcore und beinhaltet oftmals Tempo- und Stimmungswechsel innerhalb der Lieder. Das Gitarrenspiel wurde als komplex und das Schlagzeugspiel als technisch anspruchsvoll beschrieben. Die Gruppe nutzt sowohl männlichen als auch weiblichen Gesang, welcher zwischen sanften, lauten Klargesang und Screamings aufbaut.
Die Musiker nannten in einem Interview mit Shoichi Miyabe von Space Shower Television im Mai 2009 unter anderem Luna Sea, X Japan, Denki Groove, das Yellow Magic Orchestra, aber auch J-Pop und Rock, sowie Sängerinnen wie Miyuki Nakajima und Misako Kotani.
Verglichen wurde die Musik der Gruppe mit U2, den Smashing Pumpkins, Steve Vai, Sonic Youth und den Red Hot Chili Peppers.

## Diskografie

### Studioalben
| Jahr | Titel Musiklabel                                     | Höchstplatzierung, Gesamtwochen, AuszeichnungChartsChartplatzierungen (Jahr, Titel, Musiklabel, Platzierungen, Wochen, Auszeichnungen, Anmerkungen) | Anmerkungen                              |
| Jahr | Titel Musiklabel                                     | JP | Anmerkungen                              |
| ---- | ---------------------------------------------------- | --- | ---------------------------------------- |
| 2005 | #4 Nakano Records                                    | JP145 a (1 Wo.)JP | Erstveröffentlichung: 9. November 2005   |
| 2007 | Inspiration Is Dead Nakano Records                   | JP39 (29 Wo.)JP | Erstveröffentlichung: 22. August 2007    |
| 2009 | Just a Moment Sony Music Associated Records          | JP4 (14 Wo.)JP | Erstveröffentlichung: 13. Mai 2009       |
| 2010 | Still a Sigure Virgin? Sony Music Associated Records | JP1 (9 Wo.)JP | Erstveröffentlichung: 22. September 2010 |
| 2013 | I’mperfect Sony Music Associated Records             | JP4 (8 Wo.)JP | Erstveröffentlichung: 10. April 2013     |
| 2018 | #5 Sony Music Associated Records                     | JP5 (6 Wo.)JP | Erstveröffentlichung: 14. Februar 2018   |
| 2023 | Last Aurorally Sony Music Associated Records         | JP9 (5 Wo.)JP | Erstveröffentlichung: 12. April 2023     |

### Kompilationen
| Jahr | Titel Musiklabel                                                          | Höchstplatzierung, Gesamtwochen, AuszeichnungChartsChartplatzierungen (Jahr, Titel, Musiklabel, Platzierungen, Wochen, Auszeichnungen, Anmerkungen) | Anmerkungen                           |
| Jahr | Titel Musiklabel                                                          | JP | Anmerkungen                           |
| ---- | ------------------------------------------------------------------------- | --- | ------------------------------------- |
| 2015 | Best of Tornado Sony Music Associated Records                             | JP6 (9 Wo.)JP | Erstveröffentlichung: 14. Januar 2015 |
| 2023 | Psycho-Pass: Cutting the Digital Domination Sony Music Associated Records | JP44 (2 Wo.)JP | Erstveröffentlichung: 7. Juni 2023    |

### EPs
| Jahr | Titel Musiklabel                      | Höchstplatzierung, Gesamtwochen, AuszeichnungChartsChartplatzierungen (Jahr, Titel, Musiklabel, Platzierungen, Wochen, Auszeichnungen, Anmerkungen) | Anmerkungen                             |
| Jahr | Titel Musiklabel                      | JP | Anmerkungen                             |
| ---- | ------------------------------------- | --- | --------------------------------------- |
| 2006 | Feeling Your Ufo Nakano Records       | JP192 a (1 Wo.)JP | Erstveröffentlichung: 19. Juli 2006     |
| 2015 | es or s Sony Music Associated Records | JP5 (6 Wo.)JP | Erstveröffentlichung: 2. September 2015 |

### Singles
| Jahr | Titel Album                              | Höchstplatzierung, Gesamtwochen, AuszeichnungChartsChartplatzierungen (Jahr, Titel, Album, Platzierungen, Wochen, Auszeichnungen, Anmerkungen) | Anmerkungen                             |
| Jahr | Titel Album                              | JP | Anmerkungen                             |
| ---- | ---------------------------------------- | --- | --------------------------------------- |
| 2008 | Telecastic Fake Show Just a Moment       | JP17 (11 Wo.)JP | Erstveröffentlichung: 23. April 2008    |
| 2008 | Moment a Rhythm Just a Moment            | JP15 (4 Wo.)JP | Erstveröffentlichung: 24. Dezember 2008 |
| 2012 | Abnormalize I’mperfect                   | JP8 Gold (Digital) · (13 Wo.)JP | Erstveröffentlichung: 14. November 2012 |
| 2014 | Enigmatic Feeling Best of Tornado        | JP8 Gold (Digital) · (13 Wo.)JP | Erstveröffentlichung: 5. November 2014  |
| 2015 | Who What Who What –                      | JP6 (7 Wo.)JP | Erstveröffentlichung: 14. Januar 2015   |
| 2017 | Die Meets Hard –                         | JP17 (3 Wo.)JP | Erstveröffentlichung: 23. August 2017   |
| 2019 | Neighbormind/Laser Beamer Last Aurorally | JP14 (2 Wo.)JP | Erstveröffentlichung: 3. Juli 2019      |
| 2021 | Perfake Perfect Last Aurorally           | JP14 (4 Wo.)JP | Erstveröffentlichung: 20. Januar 2021   |
| 2022 | Tatsumaite senno Last Aurorally          | — | Erstveröffentlichung: 11. Mai 2022      |
| 2022 | Marvelous Persona Last Aurorally         | — | Erstveröffentlichung: 16. November 2022 |
| 2023 | alexithymiaspare Last Aurorally          | JP40 (6 Wo.)JP | Erstveröffentlichung: 10. Mai 2023      |
| 2023 | Kodoku no Saibō –                        | — | Erstveröffentlichung: 8. November 2023  |